# Yara dos Santos
Yara dos Santos (1979) és una escriptora de Cap Verd.

## Biografia
El seu primer llibre va ser Força de Mulher (Garrido Editors, 2002), on explica la seva experiència en la participació en el programa televisiu portuguès Confiança Cega. Més tard va escriure Cabo Verde: Tradição e Sabores (Cap Verd: Tradició i Sabors) (Garrido Editors, 2003), sobre la tradició gastronòmica de la seva terra natal. El 2006 va publicar Ildo Lobo, a voz crioula (Ildo Lobo: La Veu Criolla), sobre la vida del cantant de Cap Verd Ildo Lobo, que es presentà primerament a Itàlia.